# Ruptura metabólica
A rutura metabólica (português europeu) ou ruptura metabólica (português brasileiro), ou fratura metabólica, é a desconexão, ou o desequilíbrio da interação metabólica entre a humanidade e o resto da natureza derivada da produção capitalista e a crescente divisão entre a cidade e o campo. É um conceito criado a partir da noção de Karl Marx sobre a “ruptura irreparável no processo interdependente do metabolismo social” usado a
mplamente nos anos recentes em discussões meio ambientais, particularmente pela esquerda política.
A ruptura metabólica, de acordo com John Bellamy Foster, quem cunhou o termo, é o desenvolvimento do trabalho precoce de Marx nos Manuscritos económicos e filosóficos sobre a essência das espécies e a relação dos seres humanos e a natureza. O metabolismo é a “análise madura da alienação da natureza” de Marx e apresenta “uma maneira sólida e científica de representar o intercâmbio complexo e dinâmico entre os seres humanos e a natureza, resultado do trabalho”.
Diferenciando-se dos que atribuíram a Marx uma indiferença pela natureza e a responsabilidade dos problemas ambientais da União Soviética e outros estados supostamente comunistas, Foster encontra na teoria da fratura metabólica a evidência da perspectiva ecológica de Marx. A teoria da fratura metabólica permite desenvolver uma crítica da degradação ambiental que antecipou grande parte do pensamento ecológico atual, incluindo as questões de sustentabilidade.